# Aljoscha (Vorname)
Aljoscha, auch Aljosha, ist ein männlicher Vorname. Es handelt sich um eine Koseform des männlichen Vornamens Alexei.

## Bekannte Namensträger
- Aljoscha Blau (* 1972), deutsch-russischer Künstler und Bilderbuchillustrator
- Aljoscha Brell (* 1980), deutscher Schriftsteller
- Aljoscha A. Long (* 1961), deutscher Schriftsteller, Psychologe und Philosoph
- Aljoscha Neubauer  (* 1960), österreichischer Psychologe und Hochschullehrer
- Aljoscha Pause (* 1972), deutscher Filmemacher, Regisseur, Fernsehjournalist, Autor und Produzent
- Aljoscha Rompe (1947–2000), deutsch-schweizerischer Punkmusiker und Sänger
- Aljoscha Schmidt (* 1984), deutscher Handballspieler und -trainer
- Aljoscha Stadelmann (* 1974),  deutscher Schauspieler
- Aljoscha Thaleikis (* 1990), deutscher Multiinstrumentalist und Songwriter
- Aljoscha Zimmermann (1944–2009), aus Lettland stammender deutscher Pianist und Komponist

In der Form Aljosha
- Aljosha Konter (* 1989),  deutscher Gitarrist, Sänger und Songschreiber
- Aljosha Horvat (* 1991), deutscher Schauspieler.